# Жан-Жак Онора
Жан-Жак Онора (фр. Jean-Jacques Honorat; 1 квітня 1931 — 26 липня 2023) — гаїтянський політик, дипломат, юрист та агроном. Прем'єр-міністр Гаїті (1991—1992), зайняв цей пост після перевороту, який очолив Жан-Бертран Аристид.
Був усунутий від влади 1992 року військовою хунтою.